# Europa-Bibliothek
Die Europa-Bibliothek ist eine im Hoffmann und Campe Verlag in Hamburg erschienene Buchreihe. Sie erschien von 1937 bis 1949, davon einige Werke in weiteren Auflagen.
Sie wurde herausgegeben von Erich Brandenburg, Erich Rothacker, Friedrich Stieve, Fritz Berber und I. Tönnies.
Neben Werken von Vertretern der kolonialen und nationalsozialistischen Politik – Friedrich Berber beispielsweise zählte zu den Herausgebern der Reihe – erschienen darin die beiden Hauptwerke des französischen Historikers Paul Hazard (Die Krise des europäischen Geistes. 1680–1715 und Die Herrschaft der Vernunft. Das europäische Denken im 18. Jahrhundert) in deutscher Übersetzung.

## Bände
- Europa und die Welt. Brandenburg, Erich. 1937
- Wesen und Wandlung des Humanismus. Rüdiger, Horst. 1937
- Geist der Nationen. Brinckmann, Albert E. 1938 (1948, Neubearb. 4. Aufl.)
- Koloniale Gestaltung. Methoden und Probleme überseeischer Ausdehnung. Thurnwald, Richard. 1939
- Die Krise des europäischen Geistes. 1680–1715. Hazard, Paul. 1939 (1946, 1948). Aus dem Französischen übertragen von Harriet Wegener
- Die Mystik im Kulturleben der Völker. Merkel, Franz Rudolf. 1940
- Die Herrschaft der Vernunft. Das europäische Denken im 18. Jahrhundert. Hazard, Paul. 1949. Aus dem Französischen übertragen von Harriet Wegener und Karl Linnebach